# Ars Musicae de Barcelona
Ars Musicae de Barcelona o simplemente Ars Musicae fue un conjunto vocal e instrumental español dedicado a la interpretación de la música de la Edad Media, del Renacimiento y del primer Barroco. Fue fundado en Barcelona, en 1935, por Josep Maria Lamaña, musicólogo especializado en organología. Fue uno de los grupos pioneros a nivel mundial en la interpretación de la música antigua con copias de instrumentos originales.

## Historia
Sus orígenes se remontan a la Orquestra d'Estudis Simfònics de Barcelona fundada por Eduard Toldrà en 1924 y formada por instrumentistas no profesionales. En el año 1935, esta orquesta pasaría a denominarse Ars Musicae. Su primera actuación pública fue en 1936 en la apertura del Congreso Internacional de Musicología celebrado en Barcelona.
Inicialmente estuvieron dirigidos por su fundador Josep María Lamaña. A partir de 1957 y hasta 1972 por Enric Gispert y a partir de entonces y hasta 1979 por Romà Escalas.
La famosa soprano española Victoria de los Ángeles se vinculó al grupo durante su etapa formativa, en 1941, y permaneció en él durante cinco años, lo que le permitió familiarizarse con el repertorio antiguo español. Su primera aparición pública con Ars Musicae fue el 19 de mayo de 1944 en el Palacio de la Música Catalana. Más tarde siguió actuando esporádicamente con la agrupación, de la que llegó a ser Presidente de Honor, y con la que realizó algunas grabaciones en la década de 1960.
Otros artistas vinculados en algún momento con Ars Musicae fueron el tenor Josep Benet, el violagambista Jordi Savall, la organista Montserrat Torrent y la soprano Montserrat Figueras, que dio su primer concierto con esta formación.
A partir de 1965, el grupo contó con la colaboración permanente del Coro Al·leluia, dirigido por Enric Gispert.
Tras la disolución del grupo en 1980, sus instrumentos y su documentación musical fueron recogidos por el Museo de la Música de Barcelona.

## Discografía parcial
Las grabaciones que vienen a continuación se han ordenado por la fecha en que fueron publicadas o grabadas por primera vez, pero se han puesto las ediciones más modernas que se pueden encontrar actualmente en CD. En los casos en los que no exista edición en CD, se informa de la correspondiente edición en vinilo. Algunos discos se han reeditado en CD como parte de algunas recopilaciones. Las antiguas recopilaciones en vinilo no se han incluido.
Álbumes originales:
- 1942 - Victoria De Los Angeles: The Early Recordings, 1942-1953. Álbum publicado en 1996 con 2 canciones tradicionales húngaras inéditas de Ars Musicae y Victoria de los Ángeles del año 1942. Testament 1087
- 1960 - Victoria de los Angeles: Spanish Songs of the Renaissance. Con Victoria de los Ángeles. . Edición en CD en la recopilación Victoria de los Angeles: Songs of Spain.
- 1968 - Victoria de los Angeles: Songs of Andalusia. Con Victoria de los Ángeles. . Edición en CD en la recopilación Victoria de los Angeles: Songs of Spain.
- 1968? - La música en la Corte de los Reyes Católicos.[8] Junto al Coro Al·leluia. MEC 1001
- 1968 - La música en la Corte Española de Carlos V. MEC 1004 CD
- 1968 - Le Moyen-Age Catalan.[9] También publicado como Del Romànic al Renaixement. Harmonia Mundi "Musique d'Abord" HMA 190 051, PDI G-80.1053.
- ???? - Música en la corte de Jaime I: 1209-1276. MEC 1013 CD.
- 1977 - Tomás Luis de Victoria: Officium Defunctorum. Junto con la Escolanía de Montserrat y la Capella de Música de Montserrat.[10] Edición en CD en las recopilaciones Victoria: Missa Pro Defunctis / Cererols: Missa de Gloria y Tomás Luis de Victoria: Missa Pro Defunctis, Feria VI in parasceve ad matutinum
- 1979 - Joan Cererols: Missa de Batalla, Missa de Gloria. Junto con la Escolanía de Montserrat y la Capella de Música de Montserrat. Deutsche Harmonia Mundi GD 77057
- 1979 - Joan Cererols: Vespres de la Mare de Déu. También publicado como Joan Cererols: Vesperae Beatae Mariae Virginis. Junto con la Escolania de Montserrat y la Capella de Música de Montserrat. Koch Schwann 3-1631-2
- 1979 - Joan Cererols: Geistliche Romanzen. También publicado como Joan Cererols: 9 Villancets.[11] Junto con la Escolania de Montserrat y la Capella de Música de Montserrat. Schwann AMS 2611, Deutsche Harmonia Mundi 4006 (LP)

Álbumes recopilatorios y cajas de discos:
- ¿? - Victoria: Missa Pro Defunctis / Cererols: Missa de Gloria. EMI Deutsche Harmonia Mundi CDM 7 69482 2. Incluye el álbum:
  - 1977 - Tomás Luis de Victoria: Officium Defunctorum
- 1991 - Joan Cererols: Missa Pro Defunctis, Missa de Batalla, Missa de Gloria. Deutsche Harmonia Mundi . Incluye el álbum:
  - 1979 - Joan Cererols: Missa de Batalla, Missa de Gloria
- 1995 - Tomás Luis de Victoria: Missa Pro Defunctis, Feria VI in parasceve ad matutinum. Deutsche Harmonia Mundi 05472 77423 2. Incluye el álbum:
  - 1977 - Tomás Luis de Victoria: Officium Defunctorum
- 1998 - Victoria de los Angeles: Songs of Spain. EMI Classics 7243 5 66 937 2 2 (4 CD). . Es una caja de 4 CD que incluye 2 álbumes de Ars Musicae: 
  - 1960 - Victoria de los Angeles: Spanish Songs of the Renaissance
  - 1968 - Victoria de los Angeles: Songs of Andalusia
- 2004 - Virgen Morenata de Montserrat. The Black Madonna. Las 5 primeras pistas del recopilatorio provienen de Joan Cererols: Vespres de la Mare de Déu. VMS 139